# Escabeche

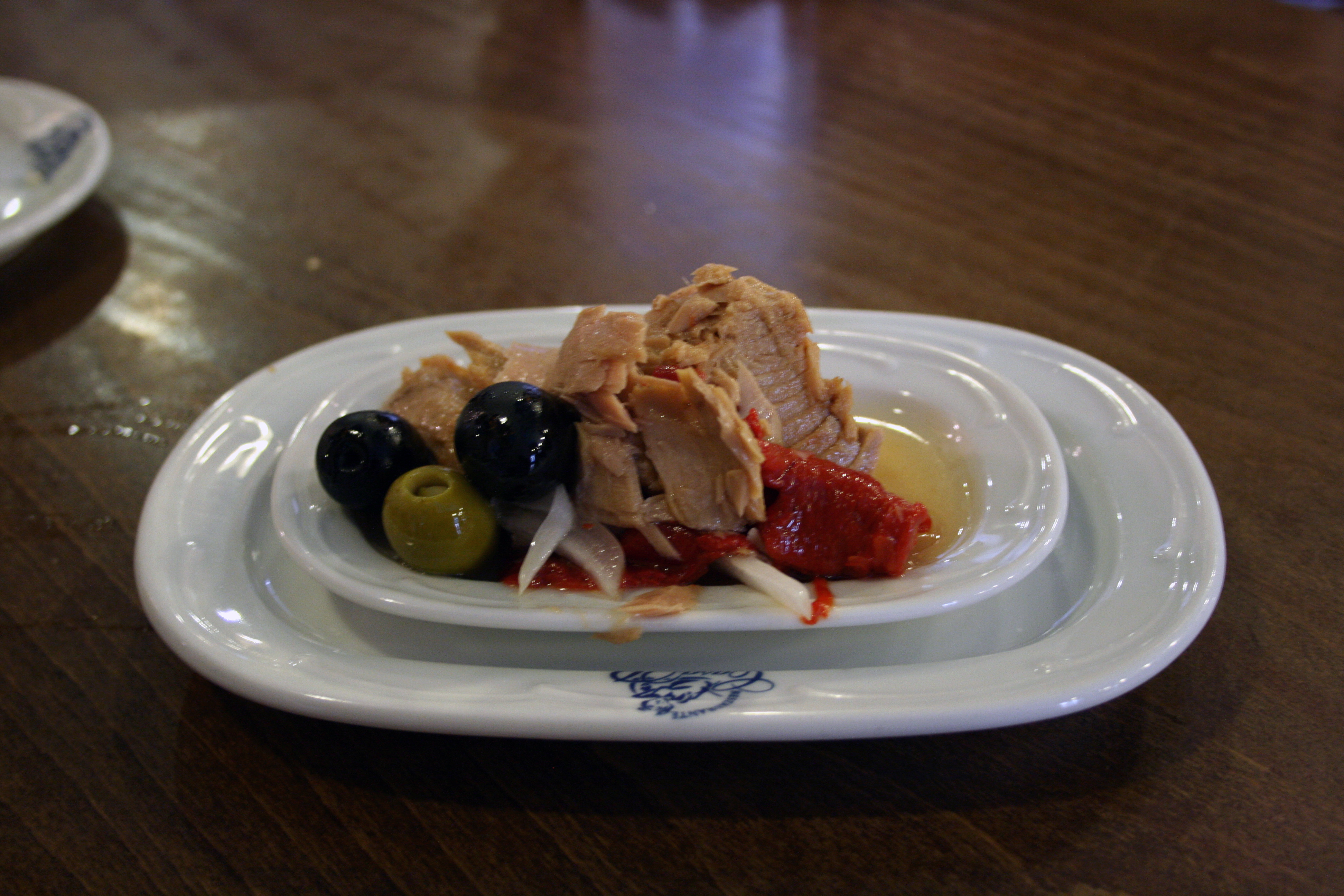
Prato com Escabeche.

O Escabeche é um molho típico da Gastronomia do al-Andalus, preparado não só para dar mais sabor a um prato simples, como sardinhas ou carapaus fritos, mas também para conservar o alimento durante mais tempo, uma vez que o vinagre que leva serve como conservante; normalmente, um prato temperado com escabeche serve-se frio, por vezes, depois de guardado durante alguns dias no frigorífico, seja como prato principal ou como acepipe. Aparentemente, os romanos empregavam o vinagre para conservar carnes e peixes, segundo os escritos de Apício. Como se vê abaixo, o escabeche de carne não é muito diferente do de peixe mas, ao longo do tempo, passou a ser menos popular, pelo menos em Portugal e Espanha.
Segundo algumas fontes, o nome desta iguaria vem da palavra de origem árabe “sicbédj”, que significa literalmente “alimento com vinagre”.  Também se refere que o “escabeche”  pode estar na base do cebiche, uma preparação semelhante, mas com peixe ou marisco crus.
Aparentemente, os ingredientes básicos são a cebola, cortada em rodelas finas, o alho, o louro, o tomate e o azeite para cozinhar os outros ingredientes; o vinagre é adicionado no final, já com a frigideira fora do lume, para imediatamente ser deitado sobre o alimento que se pretende temperar.
Como é tradicional, os ingredientes variam com a pessoa que cozinha; numa receita típica da Estremadura (Portugal), não se usa tomate, mas usa-se um ramo de salsa para temperar o molho. Várias receitas brasileiras de escabeche de sardinha são para preparar numa panela de pressão, cozinhando durante cerca de uma hora, com tomate e, por vezes, pimentão e outros temperos.[carece de fontes?]

## História
O escabeche era um modo tradicional de conservar alimentos, como carnes, aves e peixes, especialmente para longas viagens. 
A base do escabeche era o vinagre, que fazia um pré cozimento e conservava o alimento por meses sem deteriorar.
Esse tipo de conservação deu origem a pratos na gastronomia local. No estado da Bahia (Brasil), o escabeche quente se tornou uma adaptação realizada pela culinária Afro-Baiana. Quando chegavam de Portugal as caravelas com as conservas em escabeche, as cozinheiras, que geralmente eram escravas, acrescentavam temperos frescos e cozimento a algumas destas conservas, como peixes por exemplo, além do leite de coco.